# エシャッハ
エシャッハ (ドイツ語: Eschach) は、ドイツ連邦共和国バーデン＝ヴュルテンベルク州シュトゥットガルト行政管区のオストアルプ郡に属す町村（以下、本項では便宜上「町」と記述する）である。

## 地理

### 位置
エシャッハは、自然環境上はアルプフォアラント東部とシュヴェービッシュ＝フレンキッシェ森林山地の一部を含む。両者はともにシュヴェービッシャー・コイパー＝リアス＝ラントに含まれる。この町はシュヴェービッシュ・グミュントの北、コッハー川の南西に伸びるフリッケンホーファー高地に位置している。

### 隣接する市町村
この町は、北はシュヴェービッシュ・ハル郡のズルツバッハ＝ラウフェン、北東はアプツグミュント、東はオーバーグレーニンゲン、南東はシェヒンゲン、南はゲッギンゲン、南西はテーファーロート、西はルッパーツホーフェンおよびクシュヴェントと境を接している。

### 自治体の構成
この町は、町名にもなっているエシャッハ集落、アルト＝ディッセンベルク集落の他、いくつかの小集落や独立農場からなる。

### 土地利用
| 土地利用種別面積 | 農業用地 | 森林   | 住宅地 | 産業用地 | 交通用地 | 水域  | レジャー用地 | その他 |
| ---------------- | -------- | ------ | ------ | -------- | -------- | ----- | ------------ | ------ |
| 面積 (km2)       | 11.69    | 6.54   | 0.43   | 0.07     | 0.94     | 0.07  | 0.05         | 0.48   |
| 占有率           | 57.7 %   | 32.2 % | 2.1 %  | 0.3 %    | 4.7 %    | 0.3 % | 0.2 %        | 2.4 %  |

州統計局の2015年現在のデータによる。

## 歴史
エシャッハの町は、長く曲折に富んだ歴史を有している。エシャッハは先史時代の定住地であり、様々な入植時代の出土品や遺構が数多く見られる。たとえば、中石器時代、新石器時代、ケルト時代や8世紀のアレマン人の時代などである。この頃に農場も形成された。シュタウフェン朝、12世紀に大きな広がりを見せた。その後主にエッティンゲン伯がエシャッハに荘園を有した。彼らは1359年にその権利と土地をホーエンレヒベルク伯に売却した。ロルヒ修道院、シュヴェービッシュ・グミュント市、アーデルマンスフェルデン伯もエシャッハに所領を有した。シェンク・フォン・リムプルクは1586年まで徐々にこの地域の所領を拡大していった。1806年のライン同盟規約によってエシャッハとその谷の集落はヴュルテンベルク王国領となった。1807年のオーバーアムト管区の創設によりエシャッハは、ザイフェルツホーフェンとともにオーバーアムト・ガイルドルフに編入された。谷間の他の集落はオーバーアムト・グミュントに属したが、その1年後にオーバーアムト・ガイルドルフに移管された。1938年にエシャッハは、現在の全町域とともにシュヴェービッシュ・グミュンント郡に組み込まれた。1973年の郡域再編以降エシャッハはオストアルプ郡に属し、ゲッギンゲン、イギンゲン、ラインツェル、オーバーグレーニンゲン、シェヒンゲンとともにラインタール＝フリッケンホーファー自治体行政連合を形成している。
ドイツ農民戦争（1525年 - 1535年）で蜂起した農民は鎮圧され、厳しく処罰され、しばしばすぐさま処刑された。1618年から1648年の三十年戦争の間、敵味方にかかわらず軍が往来し、多くの場合、略奪、殺害、放火が日常的に行われた。恐ろしい戦争は、それに付随して、物価の高騰、飢餓、ペストをもたらした。戦後エシャッハの人口は著しく減少し、戦争の傷跡が完全に癒えるまでには長い時間を要した。20世紀の両世界大戦もエシャッハにその痕跡を遺した。終戦時この町には約900人が住んでいた。当時の住民たちは、主に農業と、集落内の手工業に従事していた。戦後、故郷を逐われた多くの人々がエシャッハを新たな故郷とした。彼らはこの町に新たな発展と経済上昇に貢献した。新たな住宅地・産業用地の開発や公共施設の建設は、この町を農村から魅力的な住宅地に変化させていった。2009年12月31日現在、1817人の住民の多くは町内あるいは近隣市町村で勤務している。

## 住民

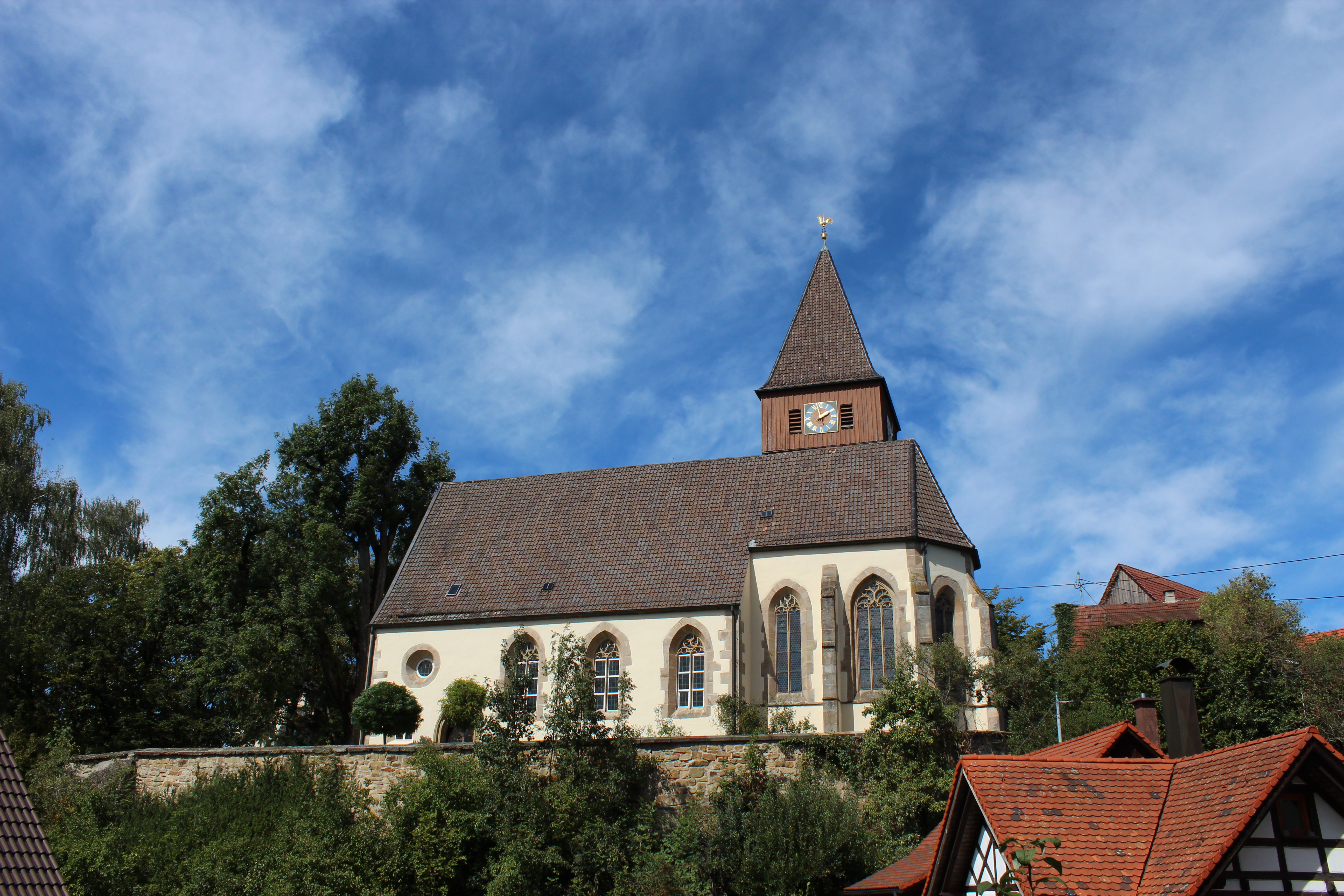
エシャッハの福音主義聖ヨハニス教会

### 宗教
宗教改革以後エシャッハは主に福音主義が優勢となった。エシャッハ福音主義教会は1951年からシュヴェービッシュ・グミュンント教会管区に属している。

## 行政

### 自治体行政連合
この町は、ラインツェルに本部を置くラインタール＝フリッケンホーファー自治体行政連合に属している。

### 首長
2010年6月27日の町長選挙第2回投票で住民は、当時まだ、ルートヴィヒスブルク行財政大学の学生であったヨーヒェン・ケーニヒを新たな町長に選出した。この選挙の投票率は 74.9 %、ケーニヒの得票率は 46 % であった。

### 紋章
図柄: 銀地。基部に銀の波帯を持つ緑の丘。丘から生える2本の緑のシダの間に緑のトネリコの木。
この紋章はトネリコ (ドイツ語: Esche) が町の名前を表す地口に基づく紋章である。波帯はフィッシュバッハ川の水源を表している。シダは単に空白を埋めているに過ぎない。
この町の旗は緑 - 白である。
この町は1832年にはすでにトネリコを町の印章の図柄に用いていた。当時、紋章はなかった。1926年にトネリコは紋章デザインに採用され、三峰の山とシダとともに描かれていた。紋章の配色も1926年に定められた。1956年に町は、紋章を現在の、紋章学的により適切な形に改めた。
1956年11月26日に、現在の紋章と旗がバーデン＝ヴュルテンベルク州内務省に認可された。

## 文化と見所
エシャッハは、多くの見所に富んだ観光街道である「牧歌街道」沿いに位置している。

### 博物館
ザイフェルツホーフェン地区には、1984年から民営のシュヴァーベン農民・技術博物館がある。この博物館は、主に技術的な性格を持つ古い道具、特に、多くの古いトラクター（たとえばランツ・ブルドッグ製のものを含む）、軍事用品、機関車や飛行機を収蔵している。この博物館には2009年から鉄道シュヴェービッシュ・グミュント - ゲッピンゲン線のレムス川に懸かっていた鉄橋が保存されている。ここでは、毎年2回大きなイベントが開催される。5月中頃の「トラクタープリング」と8月末頃の「レンツ＝ブルドックおよび蒸気機関＝フェスティバル」である。

## 経済と社会資本

### 交通
エシャッハは、州道 L1080号線と L1157号線に面しており、連邦道 B19号線（アプツグミュント - ガイルドルフ）から 5 km、B29号線（アーレン - シュトゥットガルト）から約 10 km の距離にある。ヴェストハウゼン近くを通るアウトバーン A7号線からは 25 km 離れている。最寄りの駅は、レムス鉄道のシュヴェービッシュ・グミュント駅である。

### 教育
エシャッハには基礎課程学校が1校ある。その後は、近隣市町村の上級の学校（シュヴェービッシュ・グミュントの一般および職業ギムナジウムやラインツェルの本課程・実科学校など）に進学する。